# Ilha Trundy
A Ilha Trundy (64° 47' S 64° 28' O) é uma ilha medindo 0,4 milhas náuticas (0.7 km) de comprimento, localizada a oeste-noroeste da Ilha Robbins, na parte oeste das Ilhas Joubin. Trundy recebeu o nome dado pelo Comitê Consultivo sobre Nomes Antárticos em homenagem a George B. Trundy, tripulante da R.V. Hero em sua primeira viagem à Antártida e à Estação Palmer próxima dali, em 1968.